# Trichhoplomelas rufus
Trichhoplomelas rufus là một loài bọ cánh cứng trong họ Cerambycidae.